# L'Aventurière
 (février 2023).
Si vous disposez d'ouvrages ou d'articles de référence ou si vous connaissez des sites web de qualité traitant du thème abordé ici, merci de compléter l'article en donnant les références utiles à sa vérifiabilité et en les liant à la section « Notes et références ».
Pour le film de Louis Feuillade, voir L'Aventurière (film).
L'Aventurière est une série télévisée française en 6 épisodes, créée par Alain Wieder, réalisée par Jean-Claude Guidicelli et diffusée en 2006 sur France 5. L'Aventurière est une fiction, car le personnage d'Iris est une création. C'est également une série documentaire car les images d'archives inédites qui racontent les périples d'Iris aux quatre coins du monde sont authentiques. Mais c'est aussi une bande dessinée (par Luc Desportes) car le dessin donne à la jeune femme son visage et conduit le récit tout au long des épisodes.

## Synopsis
Après une enfance en Russie dans l'entourage du tsar Nicolas II, Iris, d'origine franco-russe, s'installe à Paris au lendemain de la révolution de 1917 avant d'émigrer aux États-Unis. Puis, pour l'amour d'un as de l'aviation accusé de meurtre, l'aventurière traverse l'Amérique du Sud, jusqu'au bagne de Cayenne. Elle est au centre de la bataille du pôle qu'Américains et Soviétiques se disputent sur la banquise. En Afrique, c'est l'envers du décor colonial qu'elle découvre, du Sahara au Kilimandjaro. En Chine, pendant la guerre sino-japonaise, elle se heurte aux triades de l'opium et c'est grâce à un mystérieux manuscrit que l'aventurière part sur la piste d'un immense empire indo-égyptien…

## Épisodes
1. Les fourchettes du tsarévitch (Russie 1er avril 1900 - New-York 1er avril 1923)
2. Le vol de l'Inca (Paris 1920 - Hollywood,  Los Angeles 1936)
3. La bataille du pôle (Suisse décembre 1928 - New York 9 août 1930)
4. Le manuscrit hindou (Newport, Angleterre mai 1930 - Frontière de l'Inde décembre 1930)
5. Les seigneurs de l'Afrique (Paris mai 1931 - Tanzanie sans date)
6. L'Impératrice et le Dragon (Paris 1936 - Shanghai sans date)[1]

## Commentaires
Pierre Arditi et Sandrine Bonnaire y prêtent leurs voix. La voix masculine situe le récit dans son arrière-plan historique et géographique et la voix féminine reprend le même récit mais à la première personne, celle d'Iris. 